# Bogdan Aldea
Bogdan Aurelian Aldea (n. 26 aprilie 1981, Târgoviște, România) este un fost fotbalist român. De-a lungul carierei a evoluat la Dinamo, FCM Câmpina, Petrolul Ploiești, Oțelul Galați, Unirea Urziceni, FC Drobeta,Anagennisi Giannitso (Grecia), CS Alro Slatina, CSMS Iași și la CS Buftea.

## Legături externe
- Bogdan Aldea la romaniansoccer.ro